# Johann van Riebeeck Stadium
Le Johann van Riebeeck Stadium est une enceinte sportive sud-africaine multifonctionnelle accueillant des compétitions de rugby à XV et de football.
Localisée à Witbank, c'est une arène de 20 000 places utilisée par les Pumas, équipe fondée en 1969, et le club des Mpumalanga Black Aces.

## Histoire
Situé au cœur de l'Afrique du Sud minière, dans la province du Mpumalanga dans l'est du Transvaal, le Johann van Riebeeck Stadium accueille principalement l'équipe des Pumas qui participe à la Currie Cup.